# Shai Almeida
Shai Almeida (Porto Alegre) é uma atriz e apresentadora brasileira.
Aos 15 anos foi eleita Miss Beleza Negra no Rio Grande do Sul, cursou de Artes Cênicas, atuou no longa Show de Bola e em algumas telenovelas. Além de apresentar, em 2009, o programa Papo Calcinha, no Multishow. Já participou de comerciais para Ponto Frio, Guaraná Antártica, M&M's, cerveja Veltins, entre outros. Fez aparição também em videoclipe da banda The Black Eyed Peas.

## Filmografia

### Televisão
| Período   | Título             | Personagem | Nota(s)       | Ref         |
| --------- | ------------------ | ---------- | ------------- | ----------- |
| 2004-2005 | Senhora do Destino | —          | Participação  | [ 2 ] [ 3 ] |
| 2005      | América            | —          |               | [ 2 ] [ 3 ] |
| 2006      | Floribella         | —          |               | [ 3 ] [ 1 ] |
| 2009      | Papo Calcinha      |            | Apresentadora | [ 4 ] [ 5 ] |
| 2012      | Cheias de Charme   | Jaciane    |               | [ 4 ] [ 5 ] |

### Cinema
| Ano  | Filme                              | Personagem                                                   | Ref         |
| ---- | ---------------------------------- | ------------------------------------------------------------ | ----------- |
| 2001 | O Dia em que Jesus Falou Português | Curta-metragem vencedor de 2001 do projeto Histórias Curtas. | [ 1 ]       |
| 2006 | Show de Bola                       | Michelle                                                     | [ 1 ] [ 3 ] |
| 2012 | 30                                 | —                                                            | [ 4 ] [ 5 ] |